# HSPB11
HSPB11 (англ. Heat shock protein family B (small) member 11) – білок, який кодується однойменним геном, розташованим у людей на 1-й хромосомі. Довжина поліпептидного ланцюга білка становить 144 амінокислот, а молекулярна маса — 16 297.
| 10         |  | 20         |  | 30         |  | 40         |  | 50         |
| ---------- |  | ---------- |  | ---------- |  | ---------- |  | ---------- |
| MRKIDLCLSS |  | EGSEVILATS |  | SDEKHPPENI |  | IDGNPETFWT |  | TTGMFPQEFI |
| ICFHKHVRIE |  | RLVIQSYFVQ |  | TLKIEKSTSK |  | EPVDFEQWIE |  | KDLVHTEGQL |
| QNEEIVAHDG |  | SATYLRFIIV |  | SAFDHFASVH |  | SVSAEGTVVS |  | NLSS       |

A: Аланін

C: Цистеїн

D: Аспарагінова кислота

E: Глутамінова кислота

F: Фенілаланін

G: Гліцин

H: Гістидин

I: Ізолейцин

K: Лізин

L: Лейцин

M: Метіонін

N: Аспарагін

P: Пролін

Q: Глутамін

R: Аргінін

S: Серин

T: Треонін

V: Валін

W: Триптофан

Задіяний у таких біологічних процесах, як відповідь на стрес, транспорт, транспорт білків. 
Білок має сайт для зв'язування з іонами металів, іоном кальцію. 
Локалізований у клітинних відростках, війках.